# 213 км
213 км — упразднённая в 2024 году казарма как тип сельского населённого пункта в Амурском районе Хабаровского края. Входила в состав Болоньского сельского поселения.

## География
Казарма 213 км располагалась на железнодорожной линии Волочаевка II — Комсомольск-на-Амуре между казармой 207 км и разъездом 21.

## Население
| 2002 | 2010 | 2011 | 2012 | 2021 |
| ---- | ---- | ---- | ---- | ---- |
| 1    | ↘0   | →0   | →0   | →0   |